# Typhaeus lateridens
Typhaeus lateridens är en skalbaggsart som beskrevs av Guérin-Méneville 1838. Typhaeus lateridens ingår i släktet Typhaeus och familjen tordyvlar. Inga underarter finns listade i Catalogue of Life.